# Фуэнмайор, Хуан Баутиста
Хуан Баутиста Фуэнмайор Ривера (исп. Juan Bautista Fuenmayor Rivera, 28 сентября 1905, Маракайбо — 19 мая 1998, Лос-Текес) — венесуэльский политик, адвокат, основатель и генеральный секретарь Коммунистической партии Венесуэлы (КПВ), историк, профессор, ректор университета Санта-Мария.

## Биография
С 1925 года учился на юридическом факультете Центрального университета Венесуэлы. В феврале 1928 года был одним из участников студенческих выступлений против диктаторского режима Хуана Висенте Гомеса. В марте 1931 года принимал участие в создании первой подпольной ячейки венесуэльской компартии. Вскоре был арестован и несколько лет провёл в тюрьме. Затем покинул Венесуэлу и некоторое время жил в соседней Колумбии, где в 1935 году вступил в компартию этой страны.
После прихода к власти в Венесуэле правительства Элеасара Лопеса Контрераса Фуэнмайор вернулся на родину и работал над реорганизацией КПВ. Он был основателем первых в Венесуэле профсоюзов нефтяников, в декабре 1936 года руководил первой всеобщей забастовкой рабочих нефтяной отрасли.
На I национальной конференции КПВ, проходившей в условиях подполья в августе 1937 года в городе Маракай, Фуэнмайор был избран генеральным секретарём партии. Находясь во главе КПВ, в первой половине 40-х годов он противостоял распространению в ней идей браудеризма, сторонники которых выступали за роспуск партии. Он отстаивал дальнейшее существование КПВ в качестве самостоятельной партии рабочего класса.
В августе 1946 года правительство Исайаса Медины Ангариты легализовало Компартию. На I (объединительном) съезде КПВ, состоявшемся в декабре 1946 года, Фуэнмайор был избран в состав Секретариата, коллективного руководящего органа партии.
В 1946 году Фуэнмайор был избран в Учредительное собрание от штата Сулия, участвовал в принятии Конституции Венесуэлы 1947 года, затем был членом Национального конгресса (1948).
В мае 1950 года Фуэнмайор выступил против участия КПВ в крупной забастовке нефтяников, которая привела к запрету партии. Он также был не согласен с линией большинства руководства КПВ на совместную борьбу против диктатуры с партией «Демократическое действие». В результате в апреле 1951 года VI национальная конференция КПВ исключила Фуэнмайора из партии. Вскоре он был арестован, а через год выслан из страны.
Когда диктатура Переса Хименеса была свергнута, в 1958 году Фуэнмайор возвратился на родину и в дальнейшем посвятил себя научной и преподавательской работе в университете Санта-Мария, где занимал должность ректора с 1977 по 1989 год.
Х. Б. Фуэнмайор — автор ряда работ по политэкономии, философии права и истории. Особо следует отметить его труд «Современная политическая история Венесуэлы 1899—1969» (исп. Historia de la Venezuela Política Contemporánea 1899-1969) в 20 томах (1975—1993), в котором он анализирует различные события, в том числе и те, в которых лично принимал участие.
Скончался 19 мая 1998, в городе Лос-Текес (Венесуэла).